# Nørhå Sogn
Nørhå Sogn er et sogn i Thisted Provsti (Aalborg Stift).
Nørhå Sogn i Hundborg Herred (Thisted Amt) var oprindeligt et selvstændigt pastorat. I 1825 blev det anneks til Snedsted Sogn i 
Hassing Herred. I 1895 blev det igen et selvstændigt pastorat. Senere blev de to sogne igen samlet, og Snedsted-Nørhå sognekommune blev ved kommunalreformen i 1970 indlemmet i Thisted Kommune.
I Nørhå Sogn ligger Nørhå Kirke. Stenbjerg Kirke blev i 1895 indviet som filialkirke til Nørhå Kirke, og Stenbjerg blev et kirkedistrikt i Nørhå Sogn. I 2010 blev Stenbjerg Kirkedistrikt udskilt som det selvstændige Stenbjerg Sogn
I Nørhå og Stenbjerg sogne findes følgende autoriserede stednavne:
- Dyrhøj Bakker (areal)
- Fredskilde (bebyggelse, ejerlav)
- Kløverhuse (bebyggelse)
- Kærgårde (bebyggelse)
- Marensbakke (areal)
- Nørhå (bebyggelse, ejerlav)
- Nørhå Sø (vandareal)
- Stenbjerg (bebyggelse)
- Stenbjerg Klitplantage (areal)